# Spoorlijn Ringe - Nyborg
De spoorlijn Ringe - Nyborg (Deens: Ringe-Nyborg-banen) was een lokale spoorlijn op Funen in Denemarken. De spoorlijn werd op 1 april 1897 in gebruik genomen door de Ringe-Nyborg-banen (RNB) en loopt vanaf Ringe in oostelijke richting naar Nyborg. Op 1 april 1949 werd de spoorlijn en de exploitatie overgenomen door de Danske Statsbaner (DSB) en gesloten op 26 mei 1962.

## Geschiedenis
De spoorlijn maakte ooit deel uit van een omvangrijk netwerk op Funen met Ringe als middelpunt, bestaande uit een ringlijn van Odense via Nørre Broby, Faaborg en Svendborg naar Nyborg met dwarsverbindingen vanuit Odense, Faaborg, Svendborg en Nyborg naar Ringe. Van deze lijnen wordt alleen nog de lijn tussen Odense en Svendborg geëxploiteerd. De overige lijnen zijn opgebroken.

## Huidige toestand
Thans is de volledige lijn opgebroken.